# Coptodon margaritacea
Coptodon margaritacea (Syn.: Tilapia margaritacea) ist eine Fischart aus der Familie der Buntbarsche (Cichlidae) die im kamerunischen Fluss Nyong endemisch vorkommt.

## Merkmale
Coptodon margaritacea kann eine Länge von 17,5 cm erreichen, der Kopf nimmt 33,6 bis 37,9 % der Standardlänge ein. Die Kiefer sind mit drei bis sechs Zahnreihen besetzt. Die Zähne der äußeren Reihe sind zweispitzig. Auf dem unteren Ast des ersten Kiemenbogens befinden sich 7 bis 9 Kiemenrechen. Die untere Pharyngealia hat vorne spitze, gebogene und gerade, dreispitzige Zähne hinten. Ihr ventraler Kiel ist viel kürzer als der bezahnte Bereich.
- Flossenformel: Dorsale XIII–XV/10–13, Anale III/8–10.[3]
- Schuppenformel: SL 27–29.

Die Fische haben eine gelbliche oder graubraune bis grünbraune Grundfärbung und einen weißlichen Bauch. Die Schuppen an den Körperseiten haben an ihrer Basis einen schwarzen Fleck. Auf dem oberen Bereich der Körperseiten und auf dem Schwanzstiel befinden sich sieben bis neun senkrechte Bänder, die zum Rücken hin zunehmend dunkler werden. In der vorderen Körperhälfte verbreitern sich die Bänder auf Höhe der unteren Seitenlinie und bilden so eine Linie von fünf bis sechs schwarzen Flecken. Die Kopfoberseite, die Schnauze und die Lippen sind schwärzlich, Kiemendeckel und Wange sind gelblich. Die Oberlippe zeigt einen bläulichen Schimmer. Die Brustflossen sind transparent, die Bauchflossen grau mit einer schwarzen Vorderkante. Die Afterflosse ist bläulich-schwarz mit einigen schimmernden Linien im körperfernen Teil des hinteren Abschnitts. Die Rückenflosse wird durch ein leuchtend blaues Band, das von der Basis des ersten Flossenstrahls bis in den ausgezogenen Teil des weichstrahligen Abschnitts verläuft, in zwei Hälften geteilt. Das Band ist nur auf den Flossenmembranen, nicht auf den Flossenstrahlen. Oberhalb des Bandes ist die Rückenflosse grau bis transparent, darunter bläulich-schwarz mit kleinen, bläulich schimmernden Punkten. Die Schwanzflosse ist bläulich-schwarz mit bläulich schimmernden Linien, die nahe dem hinteren Rand zu Punkten zerfallen.
Die Lebensweise von Coptodon margaritacea ist bisher weitgehend unbekannt.